# ニセコ要塞1986
『ニセコ要塞1986』（ニセコようさい いちきゅうはちろく）は、荒巻義雄による小説である。『要塞シリーズ』第1部にあたる。

## 概要
「“1986”世界」と呼ばれる戦場世界（のちのシリーズではコード1986と呼称される）の北海道を舞台にした仮想戦記。SFの形式を取りながら近未来の戦場を描き、1990年代以降の架空戦記小説ブームの先駆けとも目される作品である。
中央公論社より新書版（全3巻）が刊行され、後に中公文庫版（全3巻）も発売された。

## あらすじ
「“1986”世界」の北海道島は、IBM領とスミノフ領に分断されている。北国の春の訪れ、戦闘休眠期の終了と共に戦いは再開される。シベリアから発進するスミノフ側長距離爆撃機の侵攻とIBM側による迎撃を皮切りに、航空戦を主体とした熾烈な戦闘が始まった。そんな中、戦争のみが行われるこの不可思議な世界の謎に気付いた者たちがいた。世界の謎に近づきすぎたために戦死させられた、ひとりの将官が残したメッセージを城鐸冶は託される。

## 登場人物

### IBM軍
城鐸冶
- PM組
- 空軍一曹→三尉→一尉
- ニセコ要塞航空団第七戦術戦闘飛行隊隊員→ブラック隊リーダー→レッド隊リーダー

パイロットの平均生存率1年8ヶ月といわれる激戦の中、エースとして活躍する。元山師団長の護衛をした縁で、世界の謎に近づくことになる。
元山素樹
- PM組
- 陸軍三将
- 倶知安師団長→殺害

弾田の友人であり、軍人としては多趣味な男だった。スキーの最中に｢ハルマゲドン｣という言葉を発見し、軍事コンピュータで調査するも、封鎖情報として拒否される。その後身に覚えのない罪で、太平洋上の総本部に召喚されるも、その途中で有り得ない情報漏れにより敵軍に撃墜される。しかし、城鐸冶に託したロケットがヒントとなって弾田達を世界の謎へと導いていく。
弾田馨
- PM組
- 陸軍二将
- ニセコ要塞総司令官

北海道島の要塞群のなかでも、特に重要なニセコ要塞を任されている、要塞戦のスペシャリスト。友人であった元山師団長の遺志を継ぎ、世界の謎を探る。
松村亮市
- PM組
- 空軍一将
- 千歳航空団総司令官

北海道島方面航空団の主力である、千歳航空団の総司令官。ウォーカー中将の戦死後は、北海道島方面軍の指揮を執る名将。
山都武人
- PM組
- 陸軍二将
- 独立遊撃混成軍団司令官

師団規模の遊撃戦のスペシャリストであり、後に北海道島方面軍の陸軍の指揮を松村から託される知将。
上村一幸
- PM組
- 陸軍准将→三将
- 独立機甲師団長

後にスミノフ軍から｢石狩の北狐｣と恐れられるようになる謀将。
神菜伸
- PM組
- 陸軍二佐
- 倶知安師団付きサイコ・コントローラー→ニセコ要塞心理分析室室長

心理学の専門家であり、その立場から、戦略・防諜などについて弾田に進言する。
作間武道
- PM組
- 空軍一佐→戦死
- ニセコ要塞航空団司令官

弾田の腹心であり、盟友だったが、青葉作戦に自ら出撃し、部下を庇って戦死。
伏来田道春
- PM組
- 空軍一佐
- ニセコ要塞航空団司令官

作間の後任のニセコ要塞航空団司令官。
菊地惟正
- PM組
- 空軍一尉
- ハリアー戦闘機隊隊長

ハリアー独立飛行隊を率いて、防空任務・対地攻撃など様々な任務で活躍した。
三郎丸惟之
- PM組
- 海軍三佐
- 岩内魚雷艇基地司令

海上防御を担う魚雷艇軍団を率いる基地司令。
国辺彦英
- PM組
- 陸軍准将
- 第二師団師団長

北部第一要塞線の防衛戦以来、歴戦の第二師団を率いる将軍。
隈倉保
- PM組
- 陸軍准将
- 第三師団師団長

中部第一要塞線を防衛していた第三師団の師団長。国辺と共に、損耗を重ねる部隊を果敢に率いた。
柴田満雄
- PM組
- 陸軍二佐
- 山都二将付き副官→月光部隊隊長

山都の副官として独立遊撃混成軍団を支えた。
富谷常幸
- PM組
- 陸軍准将
- 第七師団師団長

独立遊撃混成軍団傘下の第七師団を率いて奮戦した。
黒川一兵
- PM組
- 陸軍二尉→一尉
- レンジャー部隊隊長

ハルナ作戦での、利尻島攻撃を担当するレンジャー部隊の隊長。
山本陽六
- PM組
- 海軍一将
- 遊撃打撃艦隊総司令官

作戦｢大謀網｣にて、スミノフ極東艦隊を葬った提督。
マイケル・ウォーカー
- AD組
- 第十特別遊撃軍団総司令官→戦死
- 陸軍中将

核汚染地域での戦闘を想定された第十特別遊撃軍団を指揮する将軍。しかし、前線の兵士に｢ボイラー室の釜｣(中身は湯=言うだけ)と揶揄される無能な臆病者であった。
ルイス・シャイナー
- AD組
- 第十特別遊撃軍団所属戦車軍団長
- 陸軍大佐

第十特別遊撃軍団に所属する戦車軍団長だったが、スミノフ軍の核攻撃を運良く生き残る。その後は同じ戦車乗りの上村三将と行動を共にして、恵庭決戦で軍団の仇をとる。
J・ランス
- AD組
- 北海道島方面作戦本部連絡将校→戦死
- 少将

総本部所属の参謀官という立場だが、弾田達と同じく戦争を終わらせるために、同志と活動している。第十軍団撤退時に、錯乱したウォーカーに撃たれた後、スペツナズにより殺害される。
ガウス
- AD組
- 北海道島方面作戦本部連絡将校

ランスの後任の参謀官であり、同志でもある。

## IBM軍

### 要塞群
ニセコ要塞
- 総司令官　弾田馨二将
- 要塞総司令部　チセヌプリ
- 稜線砲兵連隊長　岳村三佐
- 稜線砲台群　雷電山・岩内岳・目国内岳・前目国内岳・白樺山・シャクナゲ岳・チセヌプリ・ニトヌプリ・ニセコアンヌプリ・ワイスホルン
- 戦術核ミサイル　MGM-52C ランス・MGM-31 パーシングⅡ
- 傘下部隊　羊蹄伴衛要塞・ニセコ要塞航空団・岩内魚雷艇軍団

ニセコアンヌプリ火山群に造られた、総面積約500平方キロメートルの一大山岳地下要塞。北海道島西部防衛の要であり、すべての補給が停止しても3年間は篭城できるようになっている。核戦争を睨み、対核要塞として設計されている。
羊蹄伴衛要塞
- レーダーサイト基地司令官　嶺島一佐

OTHレーダーを装備したレーダーサイトがあり、ニセコ要塞の目となっている。
雄冬要塞
- 総司令官　木村数男准将
- 要塞総司令部　雨竜沼

スミノフ軍の北方からの侵攻と、石狩平野上陸を阻止する任を帯びた鉄壁の不落要塞。留萌方面の敵に対して圧力をかけ、敵航空機の超大規模爆撃にも耐えるも、数機のバックファイアによる、核遺物の投下により、壊滅した。
積丹要塞
雄冬要塞と共に石狩平野上陸阻止の任を帯びた要塞。
駒ヶ岳要塞

### 陸上戦力
第二師団
- 師団長　国辺彦英准将

北部第一要塞線の防衛を担当する師団。
第三師団
- 師団長　隈倉保准将

中部第一要塞線の防衛を担当する師団。
第二十六連隊
- 連隊長　宮腰洋一二佐

旭川防衛の任に就いていたが、スペツナズのガス攻撃により全滅する。
第五師団
- 師団長　金川准将

南部第一要塞線の防衛を担当する師団。第二、第三師団に比べると損耗の度合いは少ない。
第二十一師団
長万部、函館の防衛を担当する師団。 
第二十五師団(倶知安師団)
- 師団長　元山素樹三将→マルカム・ギリンガム准将

ニセコ要塞のふもとである倶知安の防衛を担当する師団。元山元樹の死亡後イリーガルの暗躍によって士気が低下、新師団長のマルカム・ギリンガムの指揮の稚拙さもあり、スミノフ軍空挺師団の攻撃で司令部が壊滅する。しかし生き残った大隊長クラスが各自で連絡を取り合った結果、ニセコ要塞や第二、第三師団と共同で逆に敵を包囲、降伏させた。
独立遊撃混成軍団
- 軍団長　山都武人ニ将

機甲師団である第七師団と歩兵師団の第十一師団を擁する、機動性に秀でた軍団。序盤での防衛戦の中心戦力だったが、多くの戦闘を繰り返した後、IBM軍の核攻撃の囮役となり壊滅する。
第七師団
- 師団長　富谷常幸准将
- 使用戦車 七四式戦車

序盤では北海道島方面軍唯一の機甲師団として、塩狩峠攻防戦を皮切りに活躍するも、神居古潭にてスミノフ軍の戦術核攻撃とダム破壊による洪水で孤立し、脱出には辛うじて成功したものの装備の大半を失い事実上壊滅する。
第十一師団
草部隊
- 部隊長　山都武人ニ将

独立遊撃混成軍団壊滅後、SF隊員を中核とする約3千名で組織され、スミノフ軍の後方攪乱任務に就いた。
月光部隊
- 部隊長　柴田満雄二佐

上の中からSF隊員七十余名を選抜し、小樽港襲撃などの特殊作戦任務に就いた。
独立機甲師団
- 師団長　上村一幸准将→三将
- 使用戦車 八八式戦車

独立遊撃混成軍団壊滅後に誕生した機甲師団で、初戦の敵中突破攻撃を始めとして多大な戦功を挙げた。
第十特別遊撃軍団(ペントミック師団4個)
- 軍団長　マイケル・ウォーカー中将

石狩平野防衛のため、IBM大陸から派遣されてきた、機甲師団1・歩兵師団2・空挺師団1を誇る最強の軍団。全員がAD組であり、核汚染の影響を受けない。ウォーカーの方針により、戦闘活動をせず真駒内に駐屯を続けるも、敵の攻撃により恵庭原野に撤退し、敵のSLBM攻撃により殆どの部隊が壊滅した。
シャイナー戦車軍団
- 指揮官　ルイス・シャイナー大佐
- 使用戦車　M1A1

スミノフ軍の核攻撃を運良く回避した残存部隊。恵庭決戦では独立機甲師団と共同でスミノフの一大戦車軍団を葬る。

### 航空戦力
千歳航空団
- 総司令官　松村亮市一将
- 使用機　E-3C・SR-71J・F-111S・EF-111・B-1H

北海道島方面航空団の主力。基地が平地にあり防御時に不利なため、施設の地下化などが図られている。
ニセコ要塞航空団
- 司令官　作間武道一佐→伏来田道春一佐
- 基地　旭台

所属軍団
- 第七戦術戦闘飛行隊

F-16G単座戦術戦闘機 三単位十二機
F-4EX改複座戦術戦闘機 一単位四機
- 第十一戦術戦闘飛行隊

F-16G単座戦術戦闘機 三単位十二機
F-4EX改複座戦術戦闘機 一単位四機
- 第十四戦術戦闘飛行隊

F-15P単座戦術戦闘機 一単位四機
F-4EX改複座戦術戦闘機 三単位十二機
- 第二十戦術戦闘飛行隊

F-15P単座戦術戦闘機 一単位四機
F-4EX改複座戦術戦闘機 三単位十二機
- 第二十五戦術偵察飛行隊

RF-4CZ戦術偵察機 四機
ニセコ要塞の防空や、戦術爆撃などの様々な任務に就く戦術航空隊。山岳飛行場ということで、離着陸の難度が高いものの、緊急迎撃にはその標高の高さで有利である。また山腹には対空砲陣地があり、施設の地下化と相まって高い防御力を持つ。
ハリアー独立飛行隊
- 隊長　菊地惟正一尉
- 使用機　ハリアーX改

ハリアーのVTOL機能を生かした独立飛行隊で、松村の発案で実験的につくられた。当初は防空戦用の部隊だったが、地上攻撃に参加することも多くなった。前任地は韓半島。

### 海上戦力
岩内魚雷艇軍団
- 基地司令　三郎丸惟之三佐

通常は、潜水艦攻撃や、パイロットの救出などの地味な任務を与えられているが、北海道島方面軍唯一の海上戦力として活躍する。
IBM艦隊
- 旗艦　ミッドウェイ(戦艦)

うずしお型潜水艦
遊撃打撃艦隊(石狩湾上陸阻止作戦時)
- 総司令官　スコット中将
- 旗艦　ニュージャージー→撃沈

ニミッツ→中破・アテナ(イージス艦)・はたかぜ→撃沈・くらま→撃沈・はつゆき→撃沈
遊撃打撃艦隊(大謀網作戦時)
- 総司令官　山本陽六一将
- 旗艦　原子力戦艦｢阿蘇｣

空母｢エイブラハム・リンカーン｣・空母｢ジョージ・ワシントン｣・イージス艦×1・巡洋艦×7・駆逐艦×4

## 書誌情報
- ニセコ要塞1986 1「利尻・礼文特攻篇」
  - 新書版ISBN 978-4125000701文庫版ISBN 978-4122021198
- ニセコ要塞1986 2「石狩湾上陸篇」
  - 新書版ISBN 978-4125000831 文庫版ISBN 978-4122021280
- ニセコ要塞1986 3「札幌遊撃軍団死闘篇」
  - 新書版ISBN 978-4125001050 文庫版ISBN 978-4122021389